# 仮面ライダー 令和 ザ・ファースト・ジェネレーション
- 仮面ライダーシリーズ
  - 仮面ライダーゼロワン > 仮面ライダー 令和 ザ・ファースト・ジェネレーション
  - 仮面ライダージオウ > 仮面ライダー 令和 ザ・ファースト・ジェネレーション

『仮面ライダー 令和 ザ・ファースト・ジェネレーション』（かめんライダー れいわ ザ ファースト ジェネレーション）は、2019年12月21日より東映系で公開の日本の映画作品。略称は『令ジェネ』。
キャッチコピーは「決して、交わってはならない」「ジオウ、終幕の日。」「ゼロワン、誕生の日。」「交差する2つの世界の先に、待ち受けるものとは―。」。

## 概要
特撮テレビドラマ『仮面ライダーゼロワン』と『仮面ライダージオウ』をメインとしたクロスオーバー作品。ゼロワンとしては初、ジオウとしては3本目の劇場作品。
劇場版限定ライダーとして、仮面ライダー001と仮面ライダー1型が登場する。本作品の新規ライダーおよび新規怪人は、すべて「1号」を意味したものとなっている。

## 本作品の世界観
仮面ライダージオウの世界
オーマジオウの力によってリセットされた世界。ウォズ以外は改変前の記憶を失っていたが、序盤で呼び戻される。
ゼロワンの世界が変わった影響により、リセットされたはずのライダーの世界が再び融合を始めているほか、ソウゴたちが通う光ヶ森高等学校の教師や生徒たちがヒューマギアに変わっている。
- 時系列としては、テレビシリーズ最終回より後で、『仮面ライダージオウ NEXT TIME ゲイツ、マジェスティ』より前となっている。

仮面ライダーゼロワンの世界
仮面ライダーゼロワンが住む世界。
アナザーゼロワンの誕生により、本来の歴史では失敗に終わったデイブレイクが成功しているほか、湖に沈められている人工衛星アークが宇宙へ打ち上げられたことにより、ヒューマギアの反乱が2007年12月に起こり、ヒューマギアに人類が敗れたことで、人類に代わってヒューマギアが地上を支配する世界と化してしまい、残った人類たちが組んだレジスタンスを処刑している。

## 本作品オリジナルの登場人物
フィーニス
デイブレイクを未然に防ぐため、未来から12年前のゼロワンの世界へやってきたタイムジャッカー。
白い近未来的な衣装を着た女性で､一人称は「僕」｡全ての仮面ライダーの力を持つジオウを誘き寄せるため、ウィルを利用してクーデターを起こし、ゼロワンの世界の歴史を改変させた。
- 奇をてらうことなく、時を超えて歴史を改変するというタイムジャッカーの大きな特色を生かしたストレートな設定となった。

ウィル
社長秘書型ヒューマギアで、是之助の秘書を務めていた。悪意をラーニングされたアークに悪意を植え付けられ、フィーニスから渡されたアナザーゼロワンの力で書き換えられたゼロワンの世界にて是之助を殺して飛電インテリジェンスの社長となり、世界をヒューマギアで支配する。

## 本作品オリジナルの仮面ライダー

### 仮面ライダー001
飛電ゼロワンドライバーを奪われ、仮面ライダーゼロワンに変身できなくなった飛電或人が、フォースライザーにライジングホッパープログライズキーを装填して変身する仮面ライダー。001の読みは「ゼロゼロワン」。
変身音声は「ライジングホッパー！A jump to the sky turns to a riderkick. Break Down.」。
オーバーロード状態となったライダモデルによって強制的に力を引き出し、全身の装甲にしている。通常のゼロワンと異なり武器を持たないため、超加速による攻撃で戦う。だが、変身には激痛が伴い、戦闘中もゼロワンに比べて肉体への極度な負担がかかる。
- テレビシリーズでは或人の正体がヒューマギアという展開は放棄していたが、タイムジャッカーによる歴史改変の影響によって生まれたパラレルワールドで、或人型のヒューマギアが変身するというストーリーであったが、或人型のヒューマギアが登場しないということになったため、人間でもフォースライザーを使えるという設定に微調整された[19]。
- 戦闘中は監督の杉原から「ハッキングされたヒューマギアのイメージで、体内の血液を沸騰させながら戦っていると思ってほしい」と言われたため、ゼロワンの声を少し軽めの声にしてそれとは対照的に叫びを多くするなど或人の声かわからなくなるレベルまで行っている[20]。
- デザインは、滅亡迅雷.netのライダーと同様にアーマーをベルトで固定した形状となっている[6]。マスクは滅亡迅雷.netが変身する仮面ライダーのルールに従って、直線的なラインで構成された複眼と、ガンメタの顎にすることでミリタリー感と重厚感を表現している[19][21]。仮面ライダー滅と同様の胸部の装甲部分となっている[19]。
- マスクと腰部から太ももの付け根あたりにあるケーブル製のハーネスは新規造形で、スーツは様々な仮面ライダーのものを利用しており、ベーススーツは『仮面ライダービルド』のヘルブロスの改造[出典 2]。

ツール
フォースライザー
或人が謎の男（其雄）から与えられたもの。滅亡迅雷フォースライザーと同型であるが、ヒューマギア用の装備であるため、人間が使用すると大きな負担が体に掛かる。
ライジングホッパープログライズキー
仮面ライダーゼロワン変身時に使用していたものと同じものを使用。
アタッシュカリバー

必殺技
ライジングユートピア
ジャンプして強力なエネルギーを足から流し込み、滑空キックを放つ。
ライジングディストピア

### 仮面ライダー1型 ロッキングホッパー
仮面ライダーの開発を進めていた飛電其雄がサイクロンライザーにロッキングホッパーゼツメライズキーを装填して変身する仮面ライダー。1型の読みは「いちがた」。
変身音声は「サイクロンライズ！ロッキングホッパー！Type-One.」。
『ゼロワン』に登場する仮面ライダーのプロトタイプで、既に2007年の時点で完成していた。強化粒子を首元のサイクレッドマフラーから放出することで、超加速による格闘戦を得意とし、サイクロンライザーとゼツメライズキーの潜在力もあるため、ゼロワン以上の戦闘力を発揮する。
- 敵の一員である其雄が組織に反旗を翻した存在のため、「ゼロワンの世界の1号」であることから仮面ライダー1号のオマージュとして涙ラインや垂れ目など昭和ライダーのテイストとなった[19][25]。
- デザインモチーフはゼロワンの世界の1号であることと映画に登場するライダーの特別感を出すため、『仮面ライダー』の旧1号で、ゼロワン流にアップデートしたものとなっており、色も旧1号と同様の配色となっている[19][21]。全体のフォルムは派手なシルエットではなく、シンプルに緻密なディテールで特別感を表現している[19][25]。昭和ライダーの定番であるマフラーはそのまま付けるのは世界観的に避けており、自らの使命に囚われているというイメージで枷を付け、それがマフラーのように見えるというコンセプトとなった[19][21]。ただし、枷全体が赤いと主張が激しくなるため、首筋の黒いベースに赤を差し色として使うことでマフラーの面影を出し、赤い部分がショッカーの鷲マークを抽象化してメカディテールに溶け込ませたものとなっている[出典 6]。高速移動時には肩の赤いラインのエネルギー放射の赤い残像がマフラーを彷彿とさせるものとなっている[出典 7]。フォースライザー系のベルトで変身するため、ケーブル状のバンドや多角形の複眼で涙ラインやタレ目を表現している[出典 6]。ただし、口部は1号をモチーフとした別ライダーで、理知的な印象を強調するため、クラッシャーは付けていない[19][21]。基本的に画面では正面の上半身が多く映るが、対峙する構図の多いライダーのため、背面に情報量を増やしており、一目でテクノロジーで変身しているのがわかるようにセンサー類を露出させ、変身者の頭髪がはみ出していた旧1号の後頭部を後頭部パーツのメカディテールで表現している[19][25]。また、ゼロワンの世界の最初の仮面ライダーのため、ゼロワンのようにパーツをボディやマスクに貼り付け、滅亡迅雷.netが変身する仮面ライダーのケーブルを使用することで原点のようなライダーに見えるようデザインされた[19]。
- 予告編の解禁後には、其雄役の俳優が山本耕史であることや1型のデザイン・配色がファンの話題となり、特に後者については『仮面ライダー』の旧1号や『仮面ライダー THE FIRST』の1号を思い出す声が挙がっているという[29][30]。
- 公開初日舞台挨拶の際に山本が明かしたところによれば、出演の発表後には仕事仲間である三谷幸喜から「変身してゼロワンと戦ってくれ」との連絡が来たうえ、本編でその通りの展開となったことに驚いたほか、撮影の際には変身ポーズを自分で考えて「ゼロワンの変身ポーズを逆再生したようなものにした」という[31]。
- アクションのイメージは「静と動」で、重厚感のあるデザインから技を発動した瞬間に高速で動くようにしている[32]。
- 撮影用スーツはアップ・アクション兼用の1着のみ制作された[28][25]。マスクも前後分割式となっている[25]。

ツール
サイクロンライザー
1型のドライバー。ライダーシステムの基礎として其雄がフォースライザーを元に作ったため、フォースライザーに似た構造で同様の外見をしているが、カラーリングは赤と銀になっている。
- デザインは滅亡迅雷フォースライザーの色替え。配色は旧1号のタイフーンをイメージしているが、撮影用のプロップの帯の彩色はメタリックなシルバーだったため、白に修正された。旧型のフォースライザーという公式設定の言及はないが、プロトタイプのような位置付けとしてその印象を与えるため、ゼツメライズキー同様、バックルなど至るところには注意書きのようなマーキングを多用している。
- 仮面ライダー1号のオマージュとして、赤い十字の光や風切りを入れ、フォースライザーとは違い、規則正しいベルト帯の装着などヒーローチックな装着にしている。

必殺技
ロッキングスパーク
劇中では未使用だが、発動時には「鋼蝗閃光」の文字が踊る。
ロッキングジ・エンド
赤い強化粒子が首元のサイクレッドマフラーから放出され、キックを放つ。発動時には「鋼蝗終焉」の文字が踊る。

## 本作品オリジナルの怪人
アナザーゼロワン
仮面ライダーゼロワンの力を持つアナザーライダー。ヒューマギアのウィルがアナザーゼロワンウォッチを自身に埋め込み、変身する。
ゼロワンと同等の戦闘力を誇り、胸部から大量のバッタを放出して飛行するほか、展開させた背中の羽から突風を巻き起こす。001との戦いで奪ったアタッシュカリバーを使用している。必殺技のキックもゼロワンを模している。
このアナザーライダーの誕生により、或人は飛電ゼロワンドライバーを奪われ、ゼロワンの力を失ってしまう。
- 『ゼロワン』の敵だけを登場させると閉じた世界になってしまうため、『ジオウ』を出す意味を作るためにタイムジャッカーを登場させてアナザーゼロワンを生み出すこととなった。
- バッタのアーマーが人間のボディに付いたゼロワンとは反対に、人間の皮がバッタの怪人に張り付いているというイメージである。バッタらしさを細身の身体の半分で見せ、のっぺりとした人の皮の部分との差異を出すため、かなり細かな生物的ディテールを黒いバッタ部分に加えている。肩に付けた翅は、シャイニングホッパーと一致しているが、ただの偶然である。アナザーライダー共通のラインを目に入れている。監督の杉原の提案で逆関節風の脚に見せるため、太腿側面のアーマーを腰の後ろから膝の先まで引き伸ばして錯視効果を狙っている。
- 変身は、ウォッチの顔をゼロワンの高速移動時に出るコンピューターの基板のようなサイバー線に嵌め込み、『ゼロワン』テレビシリーズのオープニングの暗闇に浮かぶゼロワンや遺伝子ラインの要素で構成されている。

アナザー1号
全平成ライダーの力を持つ巨大なアナザーライダーでフィーニスがアナザー1号ウォッチで変身。フィーニス曰く「本来あるべき仮面ライダーの姿」で、「仮面ライダーの原点にして頂点」を名乗る。
マシンと一体化しており、容姿に仮面ライダー旧1号と旧サイクロン号の要素を併せ持つが、前者の変身ベルトから下は後者に融合して両足に相当する部分が消失しており、両腕やタイヤに相当する部分をはじめ全身の各所も禍々しく変化している。
- 大半の子供は仮面ライダー1号には馴染みがないため、あまりイジらずに見たことがあるというくらい似せている。車輪を付けてサイクロン号の意匠を下半身全身に入れ込み、バイクと一体化したように見せている。カラーリングは旧1号のものとなった。

アナザー新1号
アナザー1号がタイムマジーン（ゲイツ機）を召喚し、取り込んだ姿。鋭い爪を持つ4本の足で移動し、敵を襲う。弱点はゼロワンの攻撃を受けた胸部。
- 昆虫のような四つ脚の下半身は、アナザーアルティメットクウガのときに検討されていたもの。原典の新1号のようにラインが身体に増える案もあったが、色を変更するのみとなった。また、下半身のバイクも新サイクロン号にする案もあったが、色を変えるのみとなった。バイクのタイヤも抑え目にしてコンパクトとなった。

バトルマギア
歴史が改変されたゼロワンの世界でのヒューマギアの戦闘体で、通常のトリロバイトマギアよりも戦闘力が高く、戦闘に特化した量産型マギア。全身が強化され、重火器と強力な装甲で武装しており、迅と滅とともにレジスタンスを大軍で襲った。
- 三葉虫ではなく強化戦闘員としてカブトガニの強化マギアということとなり、顔に三葉虫の要素を集中させたトリロバイトマギアに対して、胸のアーマーをカブトガニのまんまにしてそこのみに集中している。片側の腕と肩にシールドを付けたり、全体的にフォルムやパーツを角ばらせて頑丈そうなイメージにしている。デザインは後にテレビシリーズに登場したバトルレイダーに流用された。

## 本作品オリジナルのアイテム
ロッキングホッパーゼツメライズキー
バッタの絶滅種であるロッキートビバッタのデータが保存されたゼツメライズキー。カラーリングはティールブルー。他のゼツメライズキーと異なり、赤でロストモデルが描かれており、ライズスターターを押した際の音声も「Kamenrider!」となっている。後にゼロワンがこのキーをアタッシュカリバーに装填してロッキングカバンストラッシュを放った。
- 内部のメカバッタのカラーリングは旧1号のタイフーンのタービン部をイメージして赤となり、サイクロンライザー同様、注意書きのグラフィックを入れている。

アナザーゼロワンウォッチ
フィーニスがゼロワンの力を使って作り出したアナザーウォッチ。

アナザー1号ウォッチ
フィーニスがソウゴからオーマジオウの力＝全ての仮面ライダーの力を奪い取って作り出したアナザーウォッチ。

真逢魔降臨暦（）
歴史が改変されたジオウの世界で、ウォズが持っていた新たな預言書。
「新時代。始まりのライダーが誕生する」とのみ書かれている。

## キャスト
- 飛電或人 / 仮面ライダーゼロワン - 高橋文哉
- 常磐ソウゴ / 仮面ライダージオウ - 奥野壮
- 不破諫 / 仮面ライダーバルカン - 岡田龍太郎
- イズ - 鶴嶋乃愛
- 刃唯阿 / 仮面ライダーバルキリー - 井桁弘恵
- 明光院ゲイツ / 仮面ライダーゲイツ - 押田岳
- ツクヨミ / 仮面ライダーツクヨミ - 大幡しえり
- ウォズ / 仮面ライダーウォズ - 渡邊圭祐
- 迅 / 仮面ライダー迅 - 中川大輔
- 滅 / 仮面ライダー滅 - 砂川脩弥
- シェスタ - 成田愛純
- 山下三造 - 佐伯新
- マモル - 吉田悟郎[47]
- オクレル - 寺本翔悟[22]
- 幼い或人 - 中野遥斗[22]
- 教師ヒューマギア - 長濱慎[22]
- 生徒ヒューマギア - 平岩輝海[22]
- 看護師ヒューマギア - 吉村優花[22]
- レジスタンス
  - 大団長[22] - 笠原竜司[48]
  - 傭兵上がりの男[22] - 竹中隼人[48]
  - ヤクザ上がりの男[22] - 潮見勇輝[48]
  - 巻き込まれた観光客[22] - トム・コンスタンタイン[48]
  - ミニミニ重装備[22] - ガイモン[48]
  - セクシーダイナマイト[22] - 鈴木ふみ奈[48]
  - キンパツ眼帯[22] - 橋本ゆりか[48]
  - モヒカンの青年[22] - 佐野祐介[48]
  - 老兵士[22] - 佐藤隆幸[48]
  - ヘルメット男 - 寺沢了[22]
- 避難民 - ハッピー遠藤[48]、羽田謙治[22]、和久井幸一[22]、梅垣然太[22]、高畑祐史[22]、大平ゆず[22]、山田良行[22]、北野知子[22]、篠宮暁（オジンオズボーン）[49][22]
- 福添准 - 児嶋一哉（アンジャッシュ）
- 飛電其雄 / 仮面ライダー1型 - 山本耕史[26]
- ウィル / アナザーゼロワン - 和田聰宏[50]
- フィーニス - 生駒里奈[50]
- 飛電是之助 - 西岡德馬

### 声の出演
- 仮面ライダーサウザー - 桜木那智[22]
- アナザー1号 - 石井康嗣[22]
- 大村亨
- 木下鈴奈
- 小峰一己
- 島津孝暢
- 成島舞
- 鳩岡大輔
- 宮世真理子
- 山森圭介

### スーツアクター
ジオウなどを演じた高岩は、これまでの冬映画では現行作品の主役ライダーのスーツアクターを務めており、前作品のスーツアクターは代役が務めていたが、本作品で初めて前作品のライダーを演じることとなる。
ジャパンアクションエンタープライズ出演情報、パンフレットより。
- 仮面ライダーゼロワン[出典 12]、仮面ライダー001[出典 13]、仮面ライダーゲイツ[出典 14] - 縄田雄哉
- 仮面ライダージオウ[56][51]、仮面ライダー滅[56][51]、仮面ライダー1型[出典 15] - 高岩成二
- 仮面ライダーバルカン[59] - 浅井宏輔
- 仮面ライダーバルキリー[60][59] - 藤田慧
- アナザーゼロワン[出典 16]、仮面ライダー迅[62][63]、仮面ライダーウォズ[62] - 永徳[注釈 2]
- 仮面ライダーツクヨミ[64] - 佐野夏未
- 高田将司
- 渡辺実
- 蜂須賀祐一
- 竹内康博
- 青木哲也
- 今井靖彦
- 村岡弘之
- 橋本恵子
- 大林勝
- おぐらとしひろ
- 富永研司
- 蔦宗正人
- 石井靖見
- 五味涼子
- 神前元
- 岡田和也
- 榮男樹
- 東慶介
- 伊藤茂騎
- 久田悠貴
- 竹中凌大
- 三上真司
- 北村海
- 井口尚哉
- 橋本征弥
- 近藤雄太
- 豊田泰史
- 福田圭佑
- 菅野慶太
- 坂梨由芽
- 清水麟太郎
- 宮澤雪
- 林本奈々
- 五十嵐睦美
- 佐々木駿也
- 佐渡山貴仁
- 榮桃太郎
- 駒﨑太嘉
- 米岡孝弘
- 村上歩夢
- 相田真滉
- 岡田ひかる
- 宇佐見紗風
- 掛川将希
- 菅原沙衣
- 安藤奈津美
- 上平田結花
- 吉田光
- 佐藤文平
- 松本直也
- 菊地雄人
- 齊藤謙也
- 小森拓真

## スタッフ
- 製作 - 手塚治（東映）、西新（テレビ朝日）、與田尚志（東映ビデオ）、柴田邦彦（ADKエモーションズ）、木下直哉（木下グループ）、垰義孝（バンダイ）
- 企画 - 金子保之（東映）、赤津一彦（テレビ朝日）、加藤和夫（東映ビデオ）、高橋知子（ADKエモーションズ）、小助川典子（木下グループ）、金木勲（バンダイ）
- 原作 - 石ノ森章太郎[65]
- 脚本 - 高橋悠也[65]
- 音楽 - 佐橋俊彦[65]、坂部剛[65]
- 撮影 - 倉田幸治
- 照明 - 斗沢秀
- 美術 - 大嶋修一
- 録音 - 堀江二郎
- 編集 - 金田昌吉
- スクリプター - 國米美子
- 助監督 - 宮﨑駿
- 制作担当 - 石切山義貴
- ラインプロデューサー - 下前明弘
- アクション監督補 - 藤井祐伍（ジャパンアクションエンタープライズ）[66]
- カースタント&コーディネート - 西村信宏
- キャラクターデザイン - 田嶋秀樹（石森プロ）、武田翼、山下貴斗、久田将史（プレックス）
- クリーチャーデザイン - 篠原保
- ギャグ指導 - ハッピー遠藤
- AP - 近松知佳、湊陽祐、百瀬龍介（東映）
- 絵コンテ、旧ヒューマギアデザイン - 武藤聖馬
- 製作プロダクション - 東映テレビ・プロダクション
- スーパーバイザー - 小野寺章
- プロデューサー - 大森敬仁・白倉伸一郎・武部直美（東映）、井上千尋・水谷圭（テレビ朝日）、古谷大輔（ADKエモーションズ）
- アクション監督 - 渡辺淳（ジャパンアクションエンタープライズ）[65]
- 特撮監督 - 佛田洋[65]
- 「ゼロワン/ジオウ」製作委員会（東映、テレビ朝日、東映ビデオ、ADKエモーションズ、木下グループ、バンダイ）[65]
- 監督 - 杉原輝昭[65]

## 音楽
主題歌「Another Daybreak」01 Movie Edition
作詞 - Takanori Nishikawa＋ゆよゆっぺ / 作曲 - J / 編曲 - J×Takanori Nishikawa and DJ'TEKINA//SOMETHING / 歌 - J×Takanori Nishikawa

## 制作
『平成仮面ライダー20作記念 仮面ライダー平成ジェネレーションズ FOREVER』で平成仮面ライダーを総括し、『劇場版 仮面ライダージオウ Over Quartzer』で集大成と呼ばれるところまで到達したため、その括りは考えずに令和の1号ライダーである『ゼロワン』を軸とした「始まり」感を強く意識したコンセプトにし、ゼロワンが何のために生まれたのかを描く物語となった。プロデューサーの白倉からは『ジオウ』と『ゼロワン』が絡まなくてもいいと言われたため、別角度から同じ事件を解決する形で考えていたが、絡ませないと難しかったことから、『ジオウ』ベースの話にシフトすることとなった。令和の最初の仮面ライダー作品の映画のため、ゼロワンの誕生秘話を描くこととなり、「仮面ライダーとは何か」というのを仮面ライダーという存在にあまり詳しくない人や今の子供たちに表現するため、ゼロワンのルーツとして1型を登場させることとなった。人間とAIの話を描いたテレビシリーズであるため、ある種人間側に立っていたヒューマギアの其雄がどう人間を見ているのかを描くものとなった。
ストーリーは、『ゼロワン』の主人公である飛電或人とその父である其雄の関係を描くことで、或人のアイデンティティを掘り下げるとともに、父親超えを描くこともテーマとしている。脚本の高橋は、『ジオウ』がタイムトラベルをする話であったため、或人が過去にタイムスリップして既に亡くなった父の其雄と交流してゼロワン誕生の真実に迫るという展開とともに、ある意味父親を超えるという話は初代仮面ライダーも生みの親でもあるショッカーを倒すという話のため、原典に少なからず関わった話になったという。そして、ゼロワンの始まりを描くにあたって、ヒューマギアの其雄は初代『仮面ライダー』でいう改造人間ということと同義であるため、其雄も『ゼロワン』の世界における1号ライダーであったと考え、人間の仮面ライダーである或人が、改造人間である仮面ライダーの其雄からその意志を継承する展開となった。そのため、第1話の其雄のシーンは本作品のテーマ自体が決まる前に制作されたものだが、そこに繋がる種を蒔いておき、それを掘り下げる形で芽を出すこととなったため、本作品を観終わった後に第1話を観ることでそのシーンがより深くわかるようになっており、本作品に合わせてテレビシリーズの過去の設定を作り、テレビシリーズでそれを回収した形となった。
初代仮面ライダーが、ショッカーという悪の組織に兵器として作られたが、正義のヒーローになるという根本的な流れがあったため、本作品も原点に立ち返って敵側に「本来仮面ライダーは悪の兵器」という思想を持たせて、破壊活動をさせる形となっている。近年の仮面ライダーシリーズでは、敵側の力を正義の力として利用して戦う流れが多かったが、『ゼロワン』ではそれを具体的に描いていなかったため、悪の力の中から正義の心持った人たちがゼロワンを作っていく経緯を描いた物語となっている。
スタッフは、監督の杉原輝昭と脚本の高橋悠也ら『ゼロワン』側のスタッフが中心となっている。高橋は、『ジオウ』の扱いについては同番組のチーフプロデューサーであった白倉伸一郎が監修を務め、彼のアイデアに助けられたと述べている。
ウィル役の和田は、飛電インテリジェンスの新たな社長になるため、人間ではなくヒューマギアの社長として登場させるため、説得力や存在感のある人物としてオファーされた。フィーニス役の生駒は、仮面ライダーシリーズのファンであり、以前から出演したいと言っていた情報を彼女と仕事をしていたスタッフから聞いており、前作の『平成ジェネレーションズ FOREVER』のゲストであったティード役の大東駿介との差別化の意味で女性的な外見だが、一人称は「僕」という謎めいた存在の役として、出演に至った。

## 映像ソフト化
2020年5月13日発売。Blu-ray / DVDでリリース。
- 仮面ライダー 令和 ザ・ファースト・ジェネレーション DVD通常版（1枚組）
  - 映像特典
    - TRAILER
- 仮面ライダー 令和 ザ・ファースト・ジェネレーション DVDコレクターズパック（2枚組）
  - ディスク1：本編DVD
    - 映像特典
      - TRAILER

  - ディスク2：特典DVD
    - メイキング
    - 完成披露イベント
    - 公開初日舞台挨拶
    - 舞台挨拶付き応援上映
    - 大ヒット御礼舞台挨拶
    - SPOT集
    - DATA FILE
    - POSTER GALLERY

  - 初回限定特典
    - 特製スリーブケース
- 仮面ライダー 令和 ザ・ファースト・ジェネレーション Blu-ray+DVDセット コレクターズパック（2枚組）
  - ディスク1：本編Blu-ray　　
    - 映像特典
      - メイキング
      - 完成披露イベント
      - 公開初日舞台挨拶
      - 舞台挨拶付き応援上映
      - 大ヒット御礼舞台挨拶
      - SPOT集
      - DATA FILE
      - POSTER GALLERY
      - TRAILER

  - ディスク2：本編DVD
    - 映像特典
      - TRAILER

  - 初回限定特典
    - 特製スリーブケース

## 他媒体展開
『全力坂』
映画公開を記念し、2019年12月18日放送分ではツクヨミ役の大幡しえり、同年12月19日放送分では仮面ライダーツクヨミが坂を全力で駆け上がった。